# 2011–2012-es UEFA-bajnokok ligája (egyenes kieséses szakasz)
A 2011–2012-es UEFA-bajnokok ligája egyenes kieséses szakasza 2012. február 14-én kezdődött, és május 19-én ért véget a müncheni Allianz Arenában rendezett döntővel. Az egyenes kieséses szakaszban tizenhat csapat vett részt, amelyek a csoportkör során a saját csoportjuk első két helyének valamelyikén végeztek.

## Lebonyolítás
A döntő kivételével mindegyik mérkőzés oda-visszavágós rendszerben zajlott. A két találkozó végén az összesítésben jobbnak bizonyuló csapatok jutottak tovább a következő körbe. Ha az összesítésnél az eredmény döntetlen volt, akkor az idegenben több gólt szerző csapat jutott tovább. Amennyiben az idegenben lőtt gólok száma is azonos volt, akkor 30 perces hosszabbítást rendeztek a visszavágó rendes játékidejének lejárta után. Ha a 2x15 perces hosszabbításban gólt/gólokat szerzett mindkét együttes, és az összesített állás egyenlő volt, akkor a vendég csapat jutott tovább idegenben szerzett góllal/gólokkal. Gólnélküli hosszabbítás esetén büntetőpárbajra került sor.
A nyolcaddöntők sorsolásakor figyelembe vették, hogy minden párosításnál egy csoportgyőztes és egy másik csoport csoportmásodika mérkőzzön egymással. Az egyetlen korlátozás a sorsoláskor, hogy a nyolcaddöntőkben azonos nemzetű együttesek, illetve az azonos csoportból továbbjutó csapatok nem szerepelhettek egymás ellen. A negyeddöntőktől kezdődően ez a korlátozás nem volt érvényben. A döntőt egy mérkőzés keretében rendezték meg, amelyen a rendes játékidő, valamint a hosszabbítás sem hozott döntést, ezért büntetőpárbaj következett.

## Továbbjutott csapatok
| Csoport   | Csoportelső (kiemelt) | Csoportmásodik (nem kiemelt) |
| --------- | --------------------- | ---------------------------- |
| A csoport | Bayern München        | SSC Napoli                   |
| B csoport | Internazionale        | CSZKA Moszkva                |
| C csoport | Benfica               | FC Basel                     |
| D csoport | Real Madrid           | Olympique Lyonnais           |
| E csoport | Chelsea               | Bayer Leverkusen             |
| F csoport | Arsenal               | Olympique de Marseille       |
| G csoport | APÓEL                 | Zenyit                       |
| H csoport | FC Barcelona          | AC Milan                     |

## Ágrajz
|  | Nyolcaddöntők          | Nyolcaddöntők          | Nyolcaddöntők  | Nyolcaddöntők  | Nyolcaddöntők |   |                        | Negyeddöntők           | Negyeddöntők | Negyeddöntők | Negyeddöntők | Negyeddöntők |  |  | Elődöntők | Elődöntők | Elődöntők | Elődöntők | Elődöntők |  |  | Döntő | Döntő | Döntő |  |
|  |                        |                        |                |                |               |   |                        |                        |              |              |              |              |  |  |           |           |           |           |           |  |  |       |       |       |  |
|  | Olympique de Marseille | Olympique de Marseille | 1              | 1              | 2             |   |                        |                        |              |              |              |              |  |  |           |           |           |           |           |  |  |       |       |       |  |
|  | Olympique de Marseille | Olympique de Marseille | 1              | 1              | 2             |   |                        |                        |              |              |              |              |  |  |           |           |           |           |           |  |  |       |       |       |  |
|  | Internazionale         | Internazionale         | 0              | 2              | 2             |   |                        |                        |              |              |              |              |  |  |           |           |           |           |           |  |  |       |       |       |  |
|  | Internazionale         | Internazionale         | 0              | 2              | 2             |   | Olympique de Marseille | Olympique de Marseille | 0            | 0            | 0            |              |  |  |           |           |           |           |           |  |  |       |       |       |  |
|  |                        |                        |                |                |               |   | Olympique de Marseille | Olympique de Marseille | 0            | 0            | 0            |              |  |  |           |           |           |           |           |  |  |       |       |       |  |
|  |                        |                        | Bayern München | Bayern München | 2             | 2 | 4                      |                        |              |              |              |              |  |  |           |           |           |           |           |  |  |       |       |       |  |
|  | FC Basel               | FC Basel               | Bayern München | Bayern München | 2             | 2 | 4                      | 1                      | 0            | 1            |              |              |  |  |           |           |           |           |           |  |  |       |       |       |  |
|  | FC Basel               | FC Basel               |                |                |               |   |                        |                        |              | 1            |              |              |  |  |           |           |           |           |           |  |  |       |       |       |  |
|  | Bayern München         | Bayern München         | 0              | 7              | 7             |   |                        |                        |              |              |              |              |  |  |           |           |           |           |           |  |  |       |       |       |  |
|  | Bayern München         | Bayern München         | 0              | 7              | 7             |   | Bayern München         | Bayern München         | 2            | 1            | 3 (3)        |              |  |  |           |           |           |           |           |  |  |       |       |       |  |
|  |                        |                        |                |                |               |   |                        |                        |              |              |              |              |  |  |           |           |           |           |           |  |  |       |       |       |  |
|  |                        |                        | Real Madrid    | Real Madrid    | 1             | 2 | 3 (1)                  |                        |              |              |              |              |  |  |           |           |           |           |           |  |  |       |       |       |  |
|  | Olympique Lyonnais     | Olympique Lyonnais     | Real Madrid    | Real Madrid    | 1             | 2 | 3 (1)                  | 1                      | 0            | 1 (3)        |              |              |  |  |           |           |           |           |           |  |  |       |       |       |  |
|  | Olympique Lyonnais     | Olympique Lyonnais     |                |                |               |   |                        |                        |              | 1 (3)        |              |              |  |  |           |           |           |           |           |  |  |       |       |       |  |
|  | APÓEL                  | APÓEL                  | 0              | 1              | 1 (4)         |   |                        |                        |              |              |              |              |  |  |           |           |           |           |           |  |  |       |       |       |  |
|  | APÓEL                  | APÓEL                  | 0              | 1              | 1 (4)         |   | APÓEL                  | APÓEL                  | 0            | 2            | 2            |              |  |  |           |           |           |           |           |  |  |       |       |       |  |
|  |                        |                        |                |                |               |   | APÓEL                  | APÓEL                  | 0            | 2            | 2            |              |  |  |           |           |           |           |           |  |  |       |       |       |  |
|  |                        |                        | Real Madrid    | Real Madrid    | 3             | 5 | 8                      |                        |              |              |              |              |  |  |           |           |           |           |           |  |  |       |       |       |  |
|  | CSZKA Moszkva          | CSZKA Moszkva          | Real Madrid    | Real Madrid    | 3             | 5 | 8                      | 1                      | 1            | 2            |              |              |  |  |           |           |           |           |           |  |  |       |       |       |  |
|  | CSZKA Moszkva          | CSZKA Moszkva          |                |                |               |   |                        |                        |              | 2            |              |              |  |  |           |           |           |           |           |  |  |       |       |       |  |
|  | Real Madrid            | Real Madrid            | 1              | 4              | 5             |   |                        |                        |              |              |              |              |  |  |           |           |           |           |           |  |  |       |       |       |  |
|  | Real Madrid            | Real Madrid            | 1              | 4              | 5             |   | Bayern München         | Bayern München         | 1 (3)        |              |              |              |  |  |           |           |           |           |           |  |  |       |       |       |  |
|  |                        |                        |                |                |               |   |                        |                        |              |              |              |              |  |  |           |           |           |           |           |  |  |       |       |       |  |
|  |                        |                        | Chelsea        | Chelsea        | 1 (4)         |   |                        |                        |              |              |              |              |  |  |           |           |           |           |           |  |  |       |       |       |  |
|  | Zenyit                 | Zenyit                 | Chelsea        | Chelsea        | 1 (4)         | 3 | 0                      | 3                      |              |              |              |              |  |  |           |           |           |           |           |  |  |       |       |       |  |
|  | Zenyit                 | Zenyit                 |                |                |               |   |                        | 3                      |              |              |              |              |  |  |           |           |           |           |           |  |  |       |       |       |  |
|  | Benfica                | Benfica                | 2              | 2              | 4             |   |                        |                        |              |              |              |              |  |  |           |           |           |           |           |  |  |       |       |       |  |
|  | Benfica                | Benfica                | 2              | 2              | 4             |   | Benfica                | Benfica                | 0            | 1            | 1            |              |  |  |           |           |           |           |           |  |  |       |       |       |  |
|  |                        |                        |                |                |               |   | Benfica                | Benfica                | 0            | 1            | 1            |              |  |  |           |           |           |           |           |  |  |       |       |       |  |
|  |                        |                        | Chelsea        | Chelsea        | 1             | 2 | 3                      |                        |              |              |              |              |  |  |           |           |           |           |           |  |  |       |       |       |  |
|  | SSC Napoli             | SSC Napoli             | Chelsea        | Chelsea        | 1             | 2 | 3                      | 3                      | 1            | 4            |              |              |  |  |           |           |           |           |           |  |  |       |       |       |  |
|  | SSC Napoli             | SSC Napoli             |                |                |               |   |                        |                        |              | 4            |              |              |  |  |           |           |           |           |           |  |  |       |       |       |  |
|  | Chelsea                | Chelsea                | 1              | 4              | 5             |   |                        |                        |              |              |              |              |  |  |           |           |           |           |           |  |  |       |       |       |  |
|  | Chelsea                | Chelsea                | 1              | 4              | 5             |   | Chelsea                | Chelsea                | 1            | 2            | 3            |              |  |  |           |           |           |           |           |  |  |       |       |       |  |
|  |                        |                        |                |                |               |   |                        |                        |              |              |              |              |  |  |           |           |           |           |           |  |  |       |       |       |  |
|  |                        |                        | FC Barcelona   | FC Barcelona   | 0             | 2 | 2                      |                        |              |              |              |              |  |  |           |           |           |           |           |  |  |       |       |       |  |
|  | AC Milan               | AC Milan               | FC Barcelona   | FC Barcelona   | 0             | 2 | 2                      | 4                      | 0            | 4            |              |              |  |  |           |           |           |           |           |  |  |       |       |       |  |
|  | AC Milan               | AC Milan               |                |                |               |   |                        |                        |              | 4            |              |              |  |  |           |           |           |           |           |  |  |       |       |       |  |
|  | Arsenal                | Arsenal                | 0              | 3              | 3             |   |                        |                        |              |              |              |              |  |  |           |           |           |           |           |  |  |       |       |       |  |
|  | Arsenal                | Arsenal                | 0              | 3              | 3             |   | AC Milan               | AC Milan               | 0            | 1            | 1            |              |  |  |           |           |           |           |           |  |  |       |       |       |  |
|  |                        |                        |                |                |               |   | AC Milan               | AC Milan               | 0            | 1            | 1            |              |  |  |           |           |           |           |           |  |  |       |       |       |  |
|  |                        |                        | FC Barcelona   | FC Barcelona   | 0             | 3 | 3                      |                        |              |              |              |              |  |  |           |           |           |           |           |  |  |       |       |       |  |
|  | Bayer Leverkusen       | Bayer Leverkusen       | FC Barcelona   | FC Barcelona   | 0             | 3 | 3                      | 1                      | 1            | 2            |              |              |  |  |           |           |           |           |           |  |  |       |       |       |  |
|  | Bayer Leverkusen       | Bayer Leverkusen       |                |                |               |   |                        |                        |              | 2            |              |              |  |  |           |           |           |           |           |  |  |       |       |       |  |
|  | FC Barcelona           | FC Barcelona           | 3              | 7              | 10            |   |                        |                        |              |              |              |              |  |  |           |           |           |           |           |  |  |       |       |       |  |

## Nyolcaddöntők
A nyolcaddöntők sorsolását 2011. december 16-án tartották.
| 1. csapat              | Össz.Tooltip Aggregate score | 2. csapat      | 1. mérk. | 2. mérk.   |
| ---------------------- | ---------------------------- | -------------- | -------- | ---------- |
| Olympique Lyonnais     | 1–1 (t. 3–4)                 | APÓEL          | 1–0      | 0–1 (h.u.) |
| SSC Napoli             | 4–5                          | Chelsea        | 3–1      | 1–4 (h.u.) |
| AC Milan               | 4–3                          | Arsenal        | 4–0      | 0–3        |
| FC Basel               | 1–7                          | Bayern München | 1–0      | 0–7        |
| Bayer Leverkusen       | 2–10                         | FC Barcelona   | 1–3      | 1–7        |
| CSZKA Moszkva          | 2–5                          | Real Madrid    | 1–1      | 1–4        |
| Zenyit                 | 3–4                          | Benfica        | 3–2      | 0–2        |
| Olympique de Marseille | 2–2 (i.g.)                   | Internazionale | 1–0      | 1–2        |

### 1. mérkőzések
Az időpontok közép-európai idő/közép-európai nyári idő szerint értendők.
| 2012. február 14. 20:45 |

| Olympique Lyonnais | 1–0               | APÓEL |
| ------------------ | ----------------- | ----- |
| Lacazette 58'      | (0–0) Jegyzőkönyv |       |

| Stade de Gerland, Lyon Játékvezető: Paolo Tagliavento (olasz) |

| 2012. február 14. 20:45 |

| Bayer Leverkusen | 1–3               | FC Barcelona              |
| ---------------- | ----------------- | ------------------------- |
| Kadlec 52'       | (0–1) Jegyzőkönyv | Sánchez 41' 55' Messi 88' |

| BayArena, Leverkusen Játékvezető: Craig Thomson (skót) |

| 2012. február 15. 18:00 |

| Zenyit                     | 3–2               | Benfica                      |
| -------------------------- | ----------------- | ---------------------------- |
| Sirokov 27' 88' Szemak 71' | (1–1) Jegyzőkönyv | Maxi Pereira 20' Cardozo 87' |

| Petrovszkij Stadion, Szentpétervár Játékvezető: Jonas Eriksson (svéd) |

| 2012. február 15. 20:45 |

| AC Milan                                               | 4–0               | Arsenal |
| ------------------------------------------------------ | ----------------- | ------- |
| Boateng 15' Robinho 38' 49' Ibrahimović 79' (11-esből) | (2–0) Jegyzőkönyv |         |

| Giuseppe Meazza Stadion, Milánó Játékvezető: Kassai Viktor (magyar) |

| 2012. február 21. 18:00 |

| CSZKA Moszkva   | 1–1               | Real Madrid |
| --------------- | ----------------- | ----------- |
| Wernbloom 90+3' | (0–1) Jegyzőkönyv | Ronaldo 28' |

| Luzsnyiki Stadion, Moszkva Játékvezető: Björn Kuipers (holland) |

| 2012. február 21. 20:45 |

| SSC Napoli                   | 3–1               | Chelsea  |
| ---------------------------- | ----------------- | -------- |
| Lavezzi 38' 65' Cavani 45+2' | (2–1) Jegyzőkönyv | Mata 27' |

| San Paolo stadion, Nápoly Játékvezető: Carlos Velasco Carballo (spanyol) |

| 2012. február 22. 20:45 |

| FC Basel    | 1–0               | Bayern München |
| ----------- | ----------------- | -------------- |
| Stocker 86' | (0–0) Jegyzőkönyv |                |

| St. Jakob-Park, Bázel Játékvezető: Nicola Rizzoli (olasz) |

| 2012. február 22. 20:45 |

| Olympique de Marseille | 1–0               | Internazionale |
| ---------------------- | ----------------- | -------------- |
| A. Ayew 90+2'          | (0–0) Jegyzőkönyv |                |

| Stade Vélodrome, Marseille Játékvezető: Cüneyt Çakır (török) |

### 2. mérkőzések
| 2012. március 6. 20:45 |

| Arsenal                                            | 3–0               | AC Milan |
| -------------------------------------------------- | ----------------- | -------- |
| Koscielny 7' Rosický 26' van Persie 43' (11-esből) | (3–0) Jegyzőkönyv |          |

| Emirates Stadion, London Játékvezető: Damir Skomina (szlovén) |

| 2012. március 6. 20:45 |

| Benfica                           | 2–0               | Zenyit |
| --------------------------------- | ----------------- | ------ |
| Maxi Pereira 45+1' Oliveira 90+3' | (1–0) Jegyzőkönyv |        |

| Estádio da Luz, Lisszabon Játékvezető: Howard Webb (angol) |

| 2012. március 7. 20:45 |

| APÓEL                               | 1–0 (h. u.)                 | Olympique Lyonnais                              |
| ----------------------------------- | --------------------------- | ----------------------------------------------- |
| Manduca 9'                          | (1–0, 1–0, 1–0) Jegyzőkönyv |                                                 |
| Büntetőpárbaj                       |                             |                                                 |
| Aílton Morais Alexandrou Tričkovski | 4–3                         | Källström Lisandro López Gomes Lacazette Bastos |

| GSZP Stadion, Nicosia Játékvezető: Alberto Undiano Mallenco (spanyol) |

| 2012. március 7. 20:45 |

| FC Barcelona                            | 7–1               | Bayer Leverkusen |
| --------------------------------------- | ----------------- | ---------------- |
| Messi 25' 43' 49' 58' 85' Tello 55' 62' | (2–0) Jegyzőkönyv | Bellarabi 90+1'  |

| Camp Nou, Barcelona Játékvezető: Svein Oddvar Moen (norvég) |

| 2012. március 13. 20:45 |

| Internazionale                      | 2–1               | Olympique de Marseille |
| ----------------------------------- | ----------------- | ---------------------- |
| Milito 75' Pazzini 90+6' (11-esből) | (0–0) Jegyzőkönyv | Brandão 90+2'          |

| Giuseppe Meazza Stadion, Milánó Játékvezető: Mark Clattenburg (angol) |

| 2012. március 13. 20:45 |

| Bayern München                                  | 7–0               | FC Basel |
| ----------------------------------------------- | ----------------- | -------- |
| Robben 11' 81' Müller 42' Gómez 44' 50' 61' 67' | (3–0) Jegyzőkönyv |          |

| Allianz Arena, München Játékvezető: Pedro Proença (portugál) |

| 2012. március 14. 20:45 |

| Chelsea                                                   | 4–1 (h. u.)                 | SSC Napoli |
| --------------------------------------------------------- | --------------------------- | ---------- |
| Drogba 29' Terry 47' Lampard 75' (11-esből) Ivanović 105' | (1–0, 3–1, 4–1) Jegyzőkönyv | Inler 55'  |

| Stamford Bridge, London Játékvezető: Felix Brych (német) |

| 2012. március 14. 20:45 |

| Real Madrid                               | 4–1               | CSZKA Moszkva |
| ----------------------------------------- | ----------------- | ------------- |
| Higuaín 26' Ronaldo 55' 90+4' Benzema 70' | (1–0) Jegyzőkönyv | Tošić 77'     |

| Santiago Bernabéu, Madrid Játékvezető: Stephane Lannoy (francia) |

## Negyeddöntők
A negyeddöntők és a további mérkőzések sorsolását 2012. március 16-án tartották.
| 1. csapat              | Össz.Tooltip Aggregate score | 2. csapat      | 1. mérk. | 2. mérk. |
| ---------------------- | ---------------------------- | -------------- | -------- | -------- |
| APÓEL                  | 2–8                          | Real Madrid    | 0–3      | 2–5      |
| Olympique de Marseille | 0–4                          | Bayern München | 0–2      | 0–2      |
| Benfica                | 1–3                          | Chelsea        | 0–1      | 1–2      |
| AC Milan               | 1–3                          | FC Barcelona   | 0–0      | 1–3      |

### 1. mérkőzések
| 2012. március 27. 20:45 |

| APÓEL | 0–3               | Real Madrid              |
| ----- | ----------------- | ------------------------ |
|       | (0–0) Jegyzőkönyv | Benzema 74' 90' Kaká 82' |

| GSZP Stadion, Nicosia Játékvezető: Felix Brych (német) |

| 2012. március 27. 20:45 |

| Benfica | 0–1               | Chelsea   |
| ------- | ----------------- | --------- |
|         | (0–0) Jegyzőkönyv | Kalou 75' |

| Estádio da Luz, Lisszabon Játékvezető: Paolo Tagliavento (olasz) |

| 2012. március 28. 20:45 |

| Olympique de Marseille | 0–2               | Bayern München       |
| ---------------------- | ----------------- | -------------------- |
|                        | (0–1) Jegyzőkönyv | Gómez 44' Robben 69' |

| Stade Vélodrome, Marseille Játékvezető: Carlos Velasco Carballo (spanyol) |

| 2012. március 28. 20:45 |

| AC Milan | 0–0         | FC Barcelona |
| -------- | ----------- | ------------ |
|          | Jegyzőkönyv |              |

| Giuseppe Meazza Stadion, Milánó Játékvezető: Jonas Eriksson (svéd) |

### 2. mérkőzések
| 2012. április 3. 20:45 |

| Bayern München | 2–0               | Olympique de Marseille |
| -------------- | ----------------- | ---------------------- |
| Olić 13' 37'   | (2–0) Jegyzőkönyv |                        |

| Allianz Arena, München Játékvezető: Svein Oddvar Moen (norvég) |

| 2012. április 3. 20:45 |

| FC Barcelona                                    | 3–1               | AC Milan     |
| ----------------------------------------------- | ----------------- | ------------ |
| Messi 11' (11-esből) 41' (11-esből) Iniesta 53' | (2–1) Jegyzőkönyv | Nocerino 32' |

| Camp Nou, Barcelona Játékvezető: Björn Kuipers (holland) |

| 2012. április 4. 20:45 |

| Chelsea                               | 2–1               | Benfica         |
| ------------------------------------- | ----------------- | --------------- |
| Lampard 21' (11-esből) Meireles 90+2' | (1–0) Jegyzőkönyv | Javi García 85' |

| Stamford Bridge, London Játékvezető: Damir Skomina (szlovén) |

| 2012. április 4. 20:45 |

| Real Madrid                                        | 5–2               | APÓEL                             |
| -------------------------------------------------- | ----------------- | --------------------------------- |
| Ronaldo 26' 76' Kaká 37' Callejón 80' Di María 84' | (2–0) Jegyzőkönyv | Manduca 67' Solari 82' (11-esből) |

| Santiago Bernabéu, Madrid Játékvezető: Gianluca Rocchi (olasz) |

## Elődöntők
| 1. csapat      | Össz.Tooltip Aggregate score | 2. csapat    | 1. mérk. | 2. mérk.   |
| -------------- | ---------------------------- | ------------ | -------- | ---------- |
| Bayern München | 3–3 (t. 3–1)                 | Real Madrid  | 2–1      | 1–2 (h.u.) |
| Chelsea        | 3–2                          | FC Barcelona | 1–0      | 2–2        |

### 1. mérkőzések
| 2012. április 17. 20:45 |

| Bayern München       | 2–1               | Real Madrid |
| -------------------- | ----------------- | ----------- |
| Ribéry 17' Gómez 90' | (1–0) Jegyzőkönyv | Özil 53'    |

| Allianz Arena, München Játékvezető: Howard Webb (angol) |

| 2012. április 18. 20:45 |

| Chelsea      | 1–0               | FC Barcelona |
| ------------ | ----------------- | ------------ |
| Drogba 45+2' | (1–0) Jegyzőkönyv |              |

| Stamford Bridge, London Játékvezető: Felix Brych (német) |

### 2. mérkőzések
| 2012. április 24. 20:45 |

| FC Barcelona             | 2–2               | Chelsea                    |
| ------------------------ | ----------------- | -------------------------- |
| Busquets 35' Iniesta 43' | (2–1) Jegyzőkönyv | Ramires 45+1' Torres 90+2' |

| Camp Nou, Barcelona Játékvezető: Cüneyt Çakır (török) |

| 2012. április 25. 20:45 |

| Real Madrid                      | 2–1 (h. u.)                 | Bayern München                        |
| -------------------------------- | --------------------------- | ------------------------------------- |
| Ronaldo 6' (11-esből) 14'        | (2–1, 2–1, 2–1) Jegyzőkönyv | Robben 27' (11-esből)                 |
| Büntetőpárbaj                    |                             |                                       |
| Ronaldo Kaká Alonso Sergio Ramos | 1–3                         | Alaba Gómez Kroos Lahm Schweinsteiger |

| Santiago Bernabéu stadion, Madrid Játékvezető: Kassai Viktor (magyar) |

## Döntő
| 2012. május 19. 20:45 |

| Bayern München                       | 1–1 (h. u.)                 | Chelsea                       |
| ------------------------------------ | --------------------------- | ----------------------------- |
| Müller 83'                           | (0–0, 1–1, 1–1) Jegyzőkönyv | Drogba 88'                    |
| Büntetőpárbaj                        |                             |                               |
| Lahm Gómez Neuer Olić Schweinsteiger | 3–4                         | Mata Luiz Lampard Cole Drogba |

| Allianz Arena, München Nézőszám: 62 500 Játékvezető: Pedro Proença (portugál) |